# Such a Shame
Singles de Talk Talk
It's My Life
(1984) Dum Dum Girl
(1984)
Such a Shame est une chanson du groupe Talk Talk, apparaissant sur leur album It's My Life sorti en 1984. Initialement sortie en octobre 1983 en promo, la chanson Such a Shame fut écrite par Mark Hollis et grandement inspirée par le roman culte de l'auteur américain Luke Rhinhart L'Homme-dé (The Dice Man), paru en 1971. Dans cette chanson, Mark Hollis explique sa tristesse, son doute et sa honte face au changement.
Sa face B, Again, a Game... Again a été composée par Mark Hollis et a été enregistrée peu de temps après le départ de Simon Brenner, à l'arrivée de Tim Friese-Greene aux claviers mais aussi comme nouveau producteur.
Le single est également réédité en 1990 pour promouvoir la sortie de la compilation Natural History: The Very Best of Talk Talk.
Elle a été reprise par Nouvelle Vague sur l'album 3 et par An Pierlé sur l'album Strange Days,.
À sa sortie en single en France, elle se classe vingt-trois semaines au Top 50 de janvier à juin 1985 dont une à la 7e place et s'est vendue à 418 000 exemplaires.
Le single a remporté un énorme succès en Europe continentale en 1984/1985, atteignant le Top 10 (et parfois la 1re place) dans de nombreux pays et restant le morceau couramment associé au groupe ; alors qu'au Royaume-Uni, terre natale de Talk Talk, il n'a connu qu'un succès d'estime (seulement classé 49e), comme d’ailleurs les autres singles et l'album dont ils sont issus, It's My Life.

## Vidéoclip
Le vidéoclip de Such a Shame a été réalisé par Tim Pope. On voit le groupe jouer la chanson dans une salle noire ainsi que des plans rapprochés de Mark Hollis qui chante la chanson, tout en ayant le fou-rire à plusieurs reprises. Un dé apparaît souvent au cours du clip à divers moments. On voit également des plans de caméra de Mark Hollis à Londres.

## Pistes
Toutes les chansons ont été écrites par Mark Hollis.
45 tours
| No | Titre                  | Durée |
| -- | ---------------------- | ----- |
| 1. | Such a Shame           | 3:59  |
| 2. | Again, a Game... Again | 4:10  |

maxi 45 tours
| No | Titre                  | Durée |
| -- | ---------------------- | ----- |
| 1. | Such a Shame (12" Mix) | 6:55  |
| 2. | Such a Shame           | 4:23  |
| 3. | Again, a Game... Again | 4:27  |

45 tours single – 1990 réédition
| No | Titre                           | Durée |
| -- | ------------------------------- | ----- |
| 1. | Such a Shame (Original version) | 4:28  |
| 2. | Dum Dum Girl                    | 3:48  |

maxi 45 tours – 1990 réédition
| No | Titre                             | Durée |
| -- | --------------------------------- | ----- |
| 1. | Such a Shame                      | 5:40  |
| 2. | Such a Shame (Original version)   | 4:28  |
| 3. | Dum Dum Girl (Live Montreux 1986) | 3:39  |

- Les pochettes ont été peintes par James Marsh[réf. nécessaire].

## Classements
| Classement (1984–1985)                 | Meilleure position |
| -------------------------------------- | ------------------ |
| Allemagne (Media Control AG)           | 2                  |
| Autriche (Ö3 Austria Top 40)           | 2                  |
| Belgique (Flandre Ultratop 50 Singles) | 13                 |
| Belgique (Flandre VRT Top 30)          | 6                  |
| États-Unis (Billboard Hot 100)         | 89                 |
| États-Unis (Hot Dance Club Play)       | 12                 |
| France (SNEP)                          | 7                  |
| Italie (FIMI)                          | 3                  |
| Nouvelle-Zélande (RMNZ)                | 39                 |
| Pays-Bas (Nederlandse Top 40)          | 11                 |
| Pays-Bas (Single Top 100)              | 9                  |
| Royaume-Uni (UK Singles Chart)         | 49                 |
| Suisse (Schweizer Hitparade)           | 1                  |

| Classement (1990)              | Meilleure position |
| ------------------------------ | ------------------ |
| Royaume-Uni (UK Singles Chart) | 78                 |

| Classement (1984)             | Meilleure position |
| ----------------------------- | ------------------ |
| Autriche (Ö3 Austria Top 40)  | 17                 |
| Italie (FIMI)                 | 28                 |
| Pays-Bas (Nederlandse Top 40) | 95                 |
| Pays-Bas (Single Top 100)     | 59                 |
| Suisse (Schweizer Hitparade)  | 3                  |

| Classement (1985) | Meilleure position |
| ----------------- | ------------------ |
| France (SNEP)     | 39                 |

## Reprises
En 2002, la chanteuse allemande Sandra reprend ce titre sur son album The Wheel of Time et lui offre une nouvelle jeunesse et un petit succès[réf. nécessaire].

## Dans la culture
- Je me suis fait tout petit (source : générique)
- Le titre a aussi servi de thème musical lors d'un spot publicitaire pour la Peugeot 205, en 1987[23].